# Tour der italienischen Rugby-Union-Nationalmannschaft nach Australien 1986
| Tour der Italiener nach Australien 1986 | Tour der Italiener nach Australien 1986 | Tour der Italiener nach Australien 1986 | Tour der Italiener nach Australien 1986 | Tour der Italiener nach Australien 1986 |
| Übersicht                               | S                                       | G                                       | U                                       | N                                       |
| --------------------------------------- | --------------------------------------- | --------------------------------------- | --------------------------------------- | --------------------------------------- |
| Test Matches                            | 1                                       | 0                                       | 0                                       | 1                                       |
| Sonstige Spiele                         | 4                                       | 2                                       | 0                                       | 2                                       |
| Gesamt                                  | 5                                       | 2                                       | 0                                       | 3                                       |
|                                         |                                         |                                         |                                         |                                         |
| Australien                              | 1                                       | 0                                       | 0                                       | 1                                       |

Die Tour der italienischen Rugby-Union-Nationalmannschaft nach Australien 1986 umfasste eine Reihe von Freundschaftsspielen der italienischen Rugby-Union-Nationalmannschaft. Sie reiste von Mitte Mai bis Anfang Juni 1986 durch Australien, wobei sie während dieser Zeit fünf Spiele bestritt. Darunter war ein Test Match gegen die australische Nationalmannschaft, das die Gastgeber für sich entscheiden konnten. Hinzu kamen vier weitere Spiele gegen Auswahlteams, die mit je zwei Siegen und Niederlagen endeten.

## Spielplan
- Hintergrundfarbe grün = Sieg
- Hintergrundfarbe rot = Niederlage

(Test Matches sind grau unterlegt; Ergebnisse aus der Sicht Italiens)
| # | Datum         | Gegner                  | Ort        | Stadion           | Ergebnis |
| - | ------------- | ----------------------- | ---------- | ----------------- | -------- |
| 1 | 18. Mai 1986  | New South Wales Country | Newcastle  |                   | 9:22     |
| 2 | 21. Mai 1986  | Brisbane                | Brisbane   |                   | 19:37    |
| 3 | 25. Mai 1986  | Northern Queensland     | Townsville |                   | 28:15    |
| 4 | 28. Mai 1986  | Queensland Country      | Stanthorpe |                   | 25:23    |
| 5 | 01. Juni 1986 | Australien              | Brisbane   | Ballymore Stadium | 18:39    |

## Test Matches
| 1. Juni 1986 | Australien                                                                               | 39 : 18        | Italien                                                                                | Ballymore Stadium, Brisbane Schiedsrichter: Keith Lawrence (Neuseeland) |
| 1. Juni 1986 | Versuche: Burke Campese (2) McIntyre Moon Tuynman Erhöhungen: Lynagh Straftritte: Lynagh | (21:6) Bericht | Versuche: Barba Gaetaniello Erhöhungen: Bettarello Troiani Straftritte: Bettarello (2) | Ballymore Stadium, Brisbane Schiedsrichter: Keith Lawrence (Neuseeland) |

Aufstellungen:
- Australien: Bill Calcraft, Bill Campbell, David Campese, Steve Cutler, Nick Farr-Jones, Roger Gould, Tom Lawton, Michael Lynagh, Andy McIntyre, Brendan Moon, Brett Papworth, Simon Poidevin, Enrique Rodríguez, Andrew Slack , Steve Tuynman 
 Auswechselspieler: Matt Burke, Mark McBain
- Italien: Stefano Barba, Franco Berni, Antonio Colella, Oscar Collodo, Luigi De Joanni, Raffaele Dolfato, Fabio Gaetaniello, Serafino Ghizzoni, Marzio Innocenti , Fulvio Lorigiola, Giorgio Morelli, Mario Pavin, Stefano Romagnoli, Guido Rossi, Luigi Troiani 
 Auswechselspieler: Stefano Bettarello